# Pseudorasbora
Pseudorasbora és un gènere de peixos de la família dels ciprínids i de l'ordre dels cipriniformes.

## Taxonomia
- Pseudorasbora elongata (Wu, 1939)
- Pseudorasbora fowleri (Nichols, 1925)
- Pseudorasbora interrupta (Xiao, Lan & Chen, 2007)
- Pseudorasbora parva (Temminck et Schlegel, 1846)
- Pseudorasbora pumila (Miyadi, 1930)[2][3][4][5]